# 万圣节反应
万圣节反应，又称普林斯顿反应（Old Nassau reaction），是化学振荡反应的一种。在这个反应中，溶液呈现橙色和黑色的周期性变化（橙色和黑色是普林斯顿大学的校色）。这个反应是普林斯顿大学的两个大学生在研究汞离子对碘钟反应的抑制时，生成了橙色的碘化汞而偶然发现的。
下面是这个反应的化学方程式：
(1) Na2S2O5 + H2O → 2 NaHSO3
(2) IO3- + 3 HSO3- → I- + 3 SO42- + 3 H+
(3) Hg2+ + 2 I- → HgI2
(4) IO3- + 5 I- + 6 H+ → 3 I2 + 3 H2O)
(5) I2 + 淀粉 → 靛蓝色物质